# Honduras i olympiska sommarspelen 1976
Honduras deltog i de olympiska sommarspelen 1976 med en trupp bestående av tre deltagare, samtliga män, vilka deltog i två tävlingar i en sport. Ingen av landets deltagare erövrade någon medalj.

## Friidrott
Herrarnas maraton
- Hipolito Lopez — 2:26:00 (→ 41:a plats)
- Luís Raudales — 2:29:25 (→ 49:e plats)

Herrarnas 20 km gång
- Santiago Fonseca — 1:36:07 (→ 27:e plats)